# Laurence Fournier Beaudry
Laurence Fournier Beaudry (ur. 18 lipca 1992 w Montrealu) – kanadyjska łyżwiarka figurowa, startująca w parach tanecznych z Nikolajem Sørensenem. Uczestniczka igrzysk olimpijskich (2022), dwukrotna wicemistrzyni czterech kontynentów (2023, 2024), zwyciężczyni zawodów z cyklu Grand Prix oraz Challenger Series, trzykrotna mistrzyni Danii (2014, 2015, 2018) i Kanady (2023).
Od 2013 do stycznia 2018 roku Fournier Beaudry i Sørensen reprezentowali Danię. Na mistrzostwach świata 2017 zdobyli kwalifikację na Zimowe Igrzyska Olimpijskie 2018 w Pjongczangu dla reprezentacji Danii, ale nie mogli na nich wystąpić ze względu na odrzucenie wniosku o duńskie obywatelstwo dla Fournier Beaudry. Duńskie prawo wymagało 10-letniego pobytu w celu naturalizacji i nie zrobiono dla niej wyjątku. Fournier Beaudry i Sørensen zdecydowali się zmienić reprezentowany kraj na Kanadę, aby mieć szansę na udział w kolejnych igrzyskach w 2022 roku po uzyskaniu przez Sørensena obywatelstwa tego kraju. W marcu 2018 otrzymali pozwolenie od duńskiej federacji. Para podkreślała, że otrzymali pełne wsparcie zarówno od duńskiej jak i kanadyjskiej federacji.

## Osiągnięcia

### Z Nikolajem Sørensenem

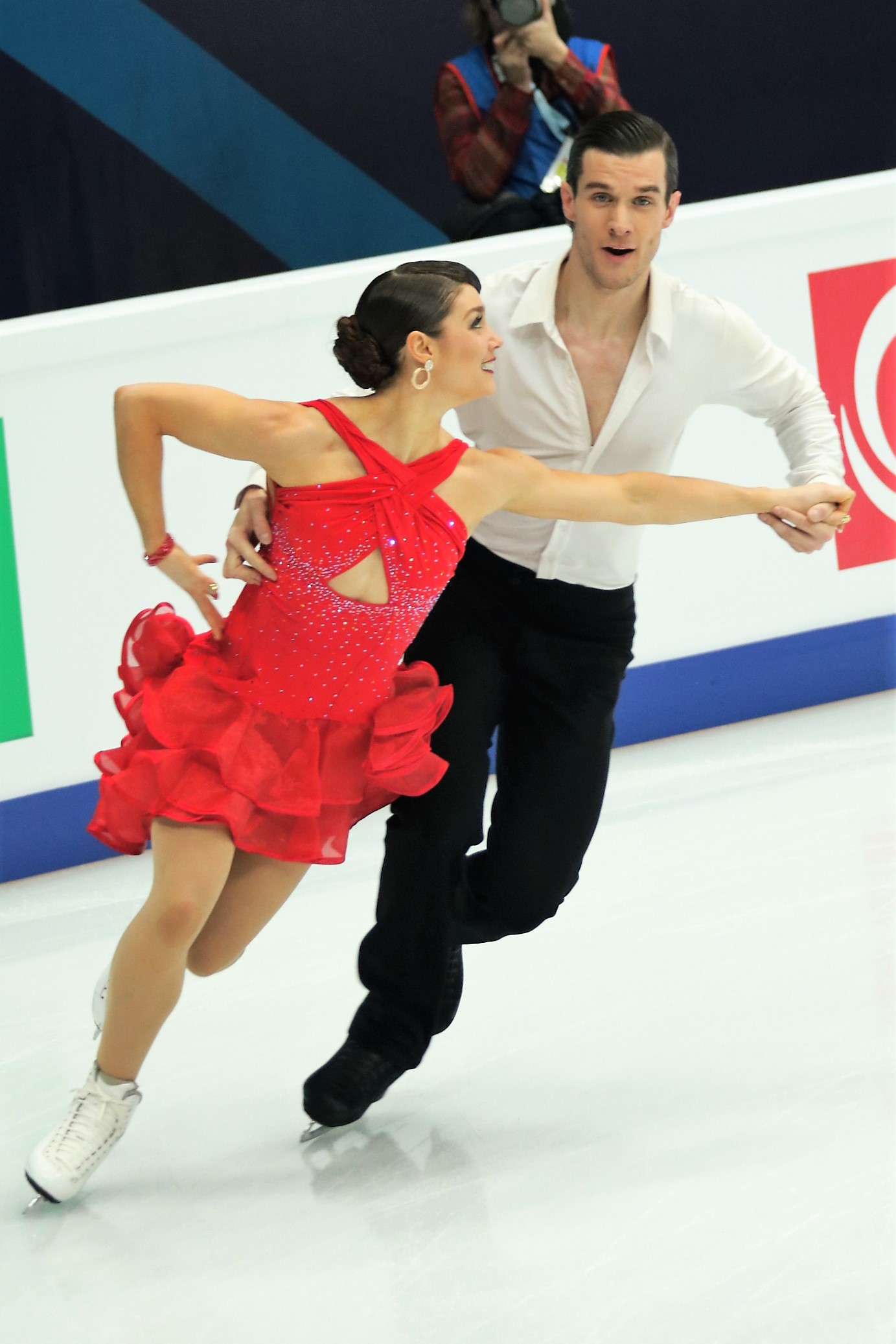
Taniec krótki na mistrzostwach Europy 2018

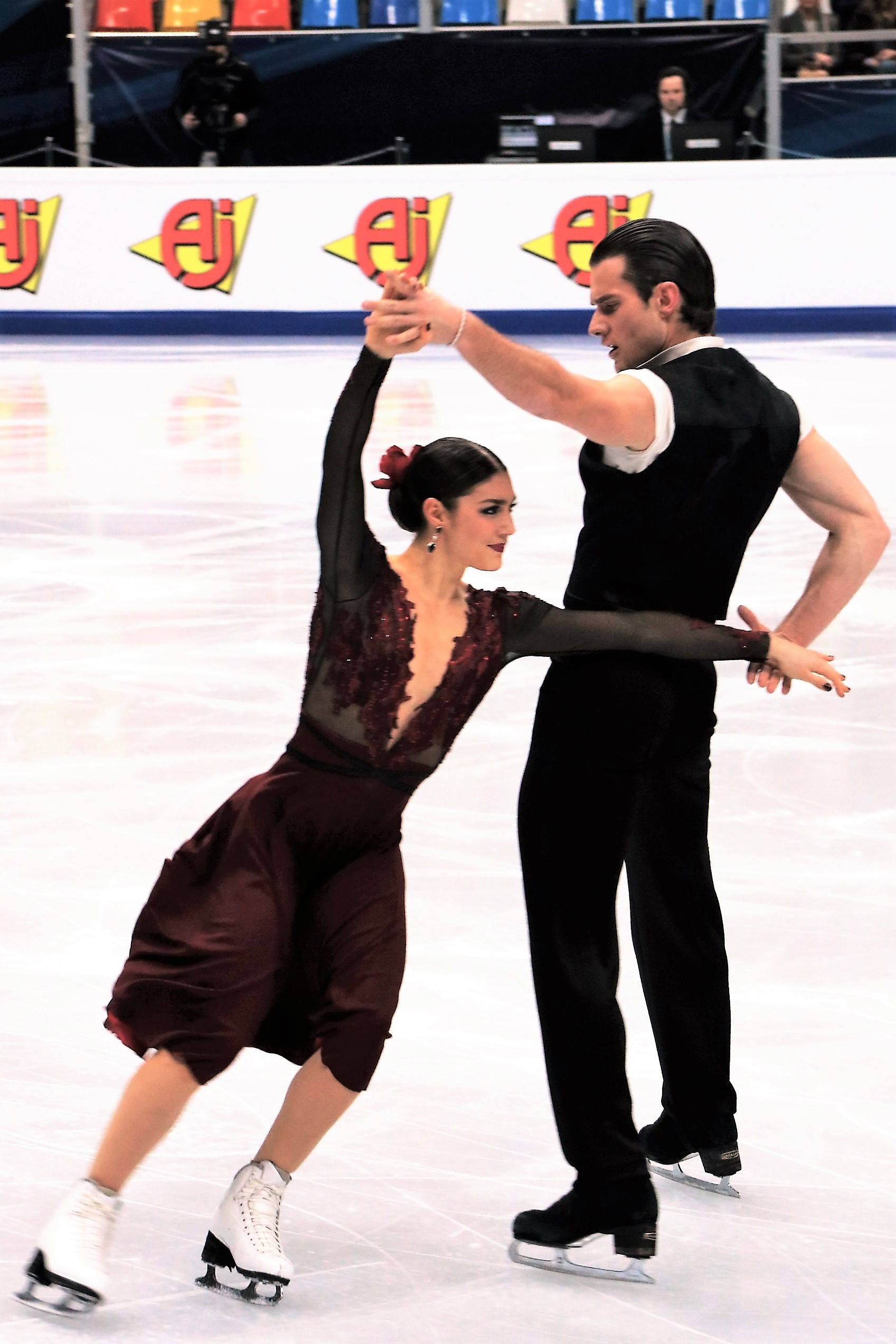
Taniec dowolny na mistrzostwach Europy 2018

|                                  | Dania | Dania | Dania | Dania | Dania | Kanada | Kanada | Kanada | Kanada | Kanada | Kanada |
| Zawody                           | 13–14 | 14–15 | 15–16 | 16–17 | 17–18 | 18–19  | 19–20  | 20–21  | 21–22  | 22–23  | 23–24  |
| Międzynarodowe                   |       |       |       |       |       |        |        |        |        |        |        |
| Zimowe igrzyska olimpijskie      |       |       |       |       |       |        |        |        | 9      |        |        |
| Mistrzostwa świata               | 29    | 11    | 13    | 13    |       | 10     | WD     | 8      | 9      | 5      | 9      |
| Mistrzostwa czterech kontynentów |       |       |       |       |       | 6      |        |        |        | 2      | 2      |
| Mistrzostwa Europy               | 18    | 9     | 9     | 7     | 9     |        |        |        |        |        |        |
| GP Finał Grand Prix              |       |       |       |       |       |        |        |        |        | 6      | 5      |
| GP Cup of China                  |       |       |       |       |       |        | 3      |        |        |        |        |
| GP Grand Prix Espoo              |       |       |       |       |       |        |        |        |        |        | 2      |
| GP Grand Prix de France          |       |       |       |       |       |        |        |        |        | 2      | 2      |
| GP NHK Trophy                    |       |       |       |       | 5     |        |        |        |        | 1      |        |
| GP Rostelecom Cup                |       |       |       | 7     |       |        |        |        | 3      |        |        |
| GP Skate America                 |       |       |       |       |       |        | 3      |        | 3      |        |        |
| GP Skate Canada International    |       |       | 7     | 7     |       |        |        |        |        |        |        |
| CS Autumn Classic International  |       | 3     |       | 3     | 7     |        |        |        |        |        |        |
| CS Finlandia Trophy              |       |       | 3     | 4     | 3     |        |        |        |        | 1      | 3      |
| CS Ice Challenge                 |       | 2     |       |       |       |        |        |        | 2      |        |        |
| CS Lombardia Trophy              |       |       |       |       |       |        | 2      |        | 2      |        |        |
| CS Nebelhorn Trophy              |       |       |       |       |       |        | 1      |        |        |        |        |
| CS Volvo Open Cup                |       | 4     |       |       |       |        |        |        |        |        |        |
| CS U.S. International Classic    |       |       | 2     |       | 4     |        |        |        |        |        |        |
| Ice Challenge                    | 2     |       |       |       |       |        |        |        |        |        |        |
| Mentor Toruń Cup                 | 3     |       |       |       |       |        |        |        |        |        |        |
| Memoriał Pavla Romana            | 1     |       |       |       |       |        |        |        |        |        |        |
| Krajowe                          |       |       |       |       |       |        |        |        |        |        |        |
| Mistrzostwa Kanady               |       |       |       |       |       | 3      |        | C      | 2      | 1      |        |
| SC Challenge                     |       |       |       |       |       | 1      |        | 2      |        |        |        |
| Mistrzostwa Danii                | 1     | 1     |       |       | 1     |        |        |        |        |        |        |

### Z Yoanem Bretonem (Kanada)
| Zawody                                | 10–11                                 | 11–12                                 |                                       |                                       |                                       |                                       |                                       |                                       |                                       |                                       |                                       |                                       |                                       |                                       |                                       |                                       |                                       |                                       |
| Międzynarodowe: Kategorie młodzieżowe | Międzynarodowe: Kategorie młodzieżowe | Międzynarodowe: Kategorie młodzieżowe | Międzynarodowe: Kategorie młodzieżowe | Międzynarodowe: Kategorie młodzieżowe | Międzynarodowe: Kategorie młodzieżowe | Międzynarodowe: Kategorie młodzieżowe | Międzynarodowe: Kategorie młodzieżowe | Międzynarodowe: Kategorie młodzieżowe | Międzynarodowe: Kategorie młodzieżowe | Międzynarodowe: Kategorie młodzieżowe | Międzynarodowe: Kategorie młodzieżowe | Międzynarodowe: Kategorie młodzieżowe | Międzynarodowe: Kategorie młodzieżowe | Międzynarodowe: Kategorie młodzieżowe | Międzynarodowe: Kategorie młodzieżowe | Międzynarodowe: Kategorie młodzieżowe | Międzynarodowe: Kategorie młodzieżowe | Międzynarodowe: Kategorie młodzieżowe |
| ------------------------------------- | ------------------------------------- | ------------------------------------- | ------------------------------------- | ------------------------------------- | ------------------------------------- | ------------------------------------- | ------------------------------------- | ------------------------------------- | ------------------------------------- | ------------------------------------- | ------------------------------------- | ------------------------------------- | ------------------------------------- | ------------------------------------- | ------------------------------------- | ------------------------------------- | ------------------------------------- | ------------------------------------- |
| JGP w Rumunii                         |                                       | 11                                    |                                       |                                       |                                       |                                       |                                       |                                       |                                       |                                       |                                       |                                       |                                       |                                       |                                       |                                       |                                       |                                       |
| Krajowe                               |                                       |                                       |                                       |                                       |                                       |                                       |                                       |                                       |                                       |                                       |                                       |                                       |                                       |                                       |                                       |                                       |                                       |                                       |
| Mistrzostwa Kanady                    | 6 J                                   | 12 J                                  |                                       |                                       |                                       |                                       |                                       |                                       |                                       |                                       |                                       |                                       |                                       |                                       |                                       |                                       |                                       |                                       |

### Z Anthonym Quintalem (Kanada)
| Mistrzostwa Kanady | 16 J |

## Programy
Laurence Fournier Beaudry / Nikolaj Sørensen
| Sezon   | Taniec rytmiczny (RD) | Taniec dowolny (FD) |
| ------- | --- | --- |
| 2022–23 | - Gloria Estefan medley: - Rumba: Con Los Años Que Me Quedan - Samba: Rythm Is Gonna Get You - Samba: Conga choreografia: Marie-France Dubreuil, Ginette Cournoyer, Samuel Chouinard | - Il mercenario - L'arena - Libertà (z filmu Zawodowiec) – Ennio Morricone - The Verdict (Dopo la condanna) (z filmu Colorado) – Ennio Morricone - El Mariachi – Robert Rodriguez - Guitar Town (z filmu Pewnego razu w Meksyku: Desperado 2) – Robert Rodriguez - Malagueña Salerosa – Marco de Lahuén, Chingon choreografia: Marie-France Dubreuil, Ginette Cournoyer, Samuel Chouinard |
| 2021–22 | - Blues: Careless Whisper – Wham! - Funk: I Want Your Sex – George Michael - Funk: Freedom! ’90 – George Michael - Funk: Freedom! ’90 – Hyannis Sound choreografia: Marie-France Dubreuil, Ginette Cournoyer, Samuel Chouinard | - A Call to Prayer – Zola Dubnikova (Estas Tonne & One Heart Family) - The Last Kingdom (z Upadek królestwa) – Eivør Pálsdóttir, John Lunn - Skogsraah – Glen Gabriel - ROOTS - The Return to the Inner Temple – Zola Dubnikova & Estas Tonne - My England – John Lunn, Eivør choreografia: Scott Moir, Marie-France Dubreuil, Ginette Cournoyer                                          |
| 2020–21 | - Bonnie & Clyde medley: - Slow fokstrot: Bonnie – Jeremy Jordan, oryg. Frank Wildhorn, Don Black - Quickstep: This World Will Remember Us – Jeremy Jordan, Laura Osnes, oryg. Frank Wildhorn, Don Black choreografia: Marie-France Dubreuil, Patrice Lauzon, Samuel Chouinard                                                                          | - A Call to Prayer – Zola Dubnikova (Estas Tonne & One Heart Family) - The Last Kingdom (z Upadek królestwa) – Eivør Pálsdóttir, John Lunn - Skogsraah – Glen Gabriel - ROOTS The Return to the Inner Temple – Zola Dubnikova, Estas Tonne |
| 2019–20 | - Bonnie & Clyde medley: - Blues: Raise A Little Hell – Jeremy Jordan, oryg. Frank Wildhorn, Don Black - Fokstrot: Bonnie – Jeremy Jordan, oryg. Frank Wildhorn, Don Black - Quickstep: This World Will Remember Us – Jeremy Jordan, Laura Osnes, oryg. Frank Wildhorn, Don Black choreografia: Marie-France Dubreuil, Patrice Lauzon, Samuel Chouinard | - Summertime – Chris Botti, David Foster, oryg. George & Ira Gershwin, Dubose Hewyard - Cry Me A River – Michael Bublé, oryg. Arthur Hamilton choreografia: Marie-France Dubreuil, Samuel Chouinard, G.Cournoyer |
| 2018–19 | - Tango: Balada para mi muerte – Astor Piazzolla - Tango: Adiós Nonino – Astor Piazzolla choreografia: Marie-France Dubreuil, Patrice Lauzon | - Spanish Caravan – The Doors - Hush – Marcin Patrzałek - Asturias – Marcin Patrzałek choreografia: Marie-France Dubreuil, Patrice Lauzon |
| 2016–17 | - Blues: You're the Boss – Elvis Presley, Ann-Margret - Swing: A Little Less Conversation – Elvis Presley choreografia: Marie-France Dubreuil | - La vie en rose – Édith Piaf choreografia: Marie-France Dubreuil |
| 2015–16 | - Walc: Never Tear Us Apart – INXS - Marsz: Marsz – Karl van de Kerckhove choreografia: Marie-France Dubreuil | - Woman – Shawn Phillips choreografia: Marie-France Dubreuil |
| 2014–15 | - Flamenco: Malagueña – Montana Skies - Paso doble: Malagueña – Klaus Hallen Dance Orchestra | - The Summer Knows – Frank Sinatra - Summer of '42 – Karl Hugo van Kerckhove - Summer Me, Winter Me – Frank Sinatra |
| 2013–14 | - Fokstrot: All Of Me – Frank Sinatra - Quickstep: I Never Knew – Frank Sinatra | - Wall Flower – Peter Gabriel - In Your Eyes – Peter Gabriel |